# たらさわみち
たらさわ みち（1954年4月3日  - ）は、日本の漫画家。女性。東京都目黒区出身、血液型はO型。いわゆる、ポスト24年組の一人。
ペンネームは旧姓の「桵沢」をひらがな表記にしたもの。

## 来歴
2人姉妹の次女として誕生。子供の頃は、石ノ森章太郎の影響を受け、いわゆるお絵描きノートに読み切りの漫画から長篇まで取りそろえた作品を描き、友人に見せていた、という。
高校卒業後、ベビーシッターなどをしつつ、投稿をつづけ、その間に、萩尾望都・竹宮惠子・ささやななえこなどのアシスタントを経験。1975年11月号からの「メルヘン」四部作（「メルヘン」・「プラネタリウムより」・「シルバーマン」・「パラダイス」）（『別冊少女コミック』）でデビュー。コンピュータ、マリアの支配下における世界で、「童話」を求め続ける少年の姿を鮮烈に描く。初連載長篇は、「エーデルワイス」（『別冊少女コミック』）。
1977年『ただいまポップコーンエイジ』、1978年『逃げろ!アイドル』、1979年『シドニー・ボーイ』を連載し人気を得る。『シドニー・ボーイ』では、継母のジェラルディンに人気が集まり、彼女を主人公としたスピンオフ作品が、『週刊少女コミック』・『プチフラワー』に掲載される。
代表シリーズ、『バイエルンの天使』は、小学館『プチフラワー』、新書館『グレープフルーツ』などで発表され、音楽漫画の嚆矢の一つとなる。
そのほかのシリーズ物に、JUNE掲載の「サイレンと薔（しょう）」シリーズなどがある。
その後は少女誌からレディスコミックまで幅広く活躍。1990年代後半以降は、動物病院ものに注力している。
2018年、『僕とシッポと神楽坂』がテレビドラマ化した。

## 備考
- 最初に夢中になった漫画作品は石ノ森章太郎の『サイボーグ009』であり、それから自然にSF漫画に接するようになった。デビュー作がSFであるのもそこから来ている。また、作品の主人公が少年であるのは、少年が好きだからであり、発展途上の人間の魅力を感じているからである[4]。
- SF作品の中でも、未来社会やスペース・オペラのような華やかなものよりも、人間内部の宇宙、いわゆる超能力者をテーマにしたものに惹かれるという[5]。
- 尊敬する漫画家は手塚治虫である。子供の頃、『火の鳥 未来編』にも夢中になったことがあるという。
- 理想の男性像は『白バイ野郎ジョン&パンチ』のジョンのような性格の人間であると語っている。
- 好きなSF作家はロバート・ハインラインであり、好きなSF映画は『スター・ウォーズ』であり、好きなSF漫画は石ノ森章太郎の『ミュータント・サブ』である。SFに少年の魅力を感じているという[8]。

## 主要単行本
- エーデルワイス（スタジオ・シップ、1979年）
- シドニー・ボーイ（小学館、1980 - 1981年、全4巻）
- 眠れる翼（東京三世社、1981年）
- マドンナボーイ（東京三世社、1982年）
- ジェラルディン in N.Y.（小学館、1983年）
- 海からきたホリー（朝日ソノラマ、1983年）
- バイエルンの天使（新書館、1983 - 1985年、全4巻）
  - 同上（講談社、2003年、全3巻）
  - 同上セレクション（光風社出版、1994年）
  - こんにちは天使たち　バイエルンの天使スペシャル（新書館、1986年）
- グッバイ・チャイルド（新書館、1985年）
- ウェディング狂想曲（少年画報社、1985年）
- オクタヴィアン幻想曲（朝日ソノラマ、1985年）
- 瞳の奥に恋（少年画報社、1986年）
- 世界名作まんが１・小公子（小学館、1988年）
- 兄妹ゲーム（双葉社、1989年）
- ガラスの時代（少年画報社、1989年）
- 高嶺の花は一人ぼっち（双葉社、1989年）
- シ・ン・メ・ト・リ・ィ（新書館、1990年）
- 長女の結婚（双葉社、1990年）
- オーディション（少年画報社、1991年）
- ベッドの中の天女（双葉社、1991年）※　霊界水先案内人、白金ヨシキシリーズ
- もしかしてシンデレラ（講談社、1991年）
- LIKE A MOZART（少年画報社、1992年）
- かける月満つる月（少年画報社、1993年）
- キララ星にかえて…（双葉社、2001年）
- MF動物病院日誌（少年画報社、1994 - 2006年、全26巻）
- おいでよ動物病院！（集英社、2007 - 2012年、全15巻）
- 僕とシッポと神楽坂（集英社、2012 - 2017年、全12巻）
- しっぽ街のコオ先生（集英社、2017年 - 、既刊18巻）

## 単行本未収録作
- 願いの森（『プチフラワー』（1985年5月号・7月号・9月号・11月号）